# 中島智
中島 智（なかしま さとし、1963年 - ）日本の芸術人類学者。専門は芸術人類学、メディア論、現代芸術論、視覚文化論。武蔵野美術大学非常勤講師、慶應義塾大学兼任講師（現代思想論）、多摩美術大学芸術人類学研究所特別研究員。「芸術人類学」という学問領域の提唱者。

## 来歴
1963年生まれ、岡山県倉敷市出身。名古屋芸術大学美術学部卒業。
1986年からアフリカ・コートジボワールのセヌフォ族を皮切りに、南西諸島や中国雲南省のナシ族など各地をフィールドワーク。その間にメラネシア民俗芸術館を創設し、また数多くの展覧会を企画。
アビジャン国立美術大学、名古屋芸術大学大学院、武蔵野美術大学、慶應義塾大学などで教鞭をとる。中沢新一が所長を務めた芸術人類学研究所の元特別研究員でもある。

## 著書

### 単著
- 『文化のなかの野性-芸術人類学講義-』現代思潮社、2000年

### 論文
- 再魔術化するアート ― 〈技芸〉の不可知性と遍在性についての冗長なエッセイ ―
- 見いだされた〈非時間性〉 ― アビ・ヴァールブルクによる図像地図「ムネモシュネ」を拓くための芸術人類学的一考察―
- 亡霊としての芸術　〈眼のブリコラージュ〉【註1】のための覚書